# Honky Tonk Christmas
Honky Tonk Christmas è il quarto album in studio (il primo natalizio) del cantante di musica country statunitense Alan Jackson, pubblicato nel 1993.

## Tracce
1. Honky Tonk Christmas – 2:53 (Buddy Brock, Zack Turner, Kim Williams)
2. The Angels Cried (con Alison Krauss) – 2:51 (Harley Allen, Debbie Nims)
3. If We Make It Through December – 2:45 (Merle Haggard)
4. If You Don't Want to See Santa Claus Cry – 3:14 (Keith Stegall)
5. I Only Want You for Christmas – 3:20 (Tim Nichols, Turner)
6. Merry Christmas to Me – 2:53 (Alan Jackson)
7. A Holly Jolly Christmas – 2:16 (Johnny Marks)
8. There's a New Kid in Town (con Keith Whitley) – 4:09 (Don Cook, Curly Putman, Keith Whitley)
9. Santa's Gonna Come in a Pickup Truck (con Alvin and the Chipmunks) – 4:08 (Don Rich, Red Simpson)
10. Please Daddy (Don't Get Drunk This Christmas) – 3:20 (Bill Danoff, Taffy Nivert)